# In Flames
In Flames je švedski melodic death metal sastav osnovan 1990. godine u Göteborgu. Smatra se jednim od začetnika melodic death metala i ima velik utjecaj na taj žanr. Sastav je dosada izdao 9 studijskih albuma, 3 EP-a i jedan DvD s live snimkama. In Flamesi uživaju veliku popularnost ne samo u Švedskoj, već i u svijetu, te su prodali preko 2 milijuna albuma diljem svijeta.

## Životopis
Bila je 1990. godina kada je Jesper Strömblad odlučio napustiti sastav Ceremonial Oath u kojem je do tada svirao zajedno s Anders Fridénom i Anders Iwersom. Htio je napraviti glazbu drugačijeg usmjerenja, stoga se udružio s Johanom Larssonom i Glenn Ljungströmom i oformio In Flames. 
Sastav je napravio demosnimku i poslao ga izdavačkoj kući Wrong Again Records u nadi da će sklopiti ugovor o suradnji što su i postigli. Sljedećeg dana prionuli su na snimanje albuma Lunar Strain koji je i izdan, te je postigao ogroman underground uspjeh. In Flames je imao i neke privremene članove koje su posudili iz različitih sastava kao što su Dark Tranquillity, Tiamat, Dawn, Eucharist, Arch Enemy plus jos neki.  Iste godine nakon izdavanja albuma Lunar Strain izdali su i mini cd Subterranean koji je bio odskočna daska za In Flames i koji im je omogućio da se otisnu s underground scene i sklope ugovor s velikim njemačkim izdavačem Nuclear Blastom za sljedeći album i od tada su pod pokroviteljstvom te kuće. Poslije nekog vremena, momci su se umorili od konstantnog posuđivanja članova drugih sastava pa su predložili Andersu Fridenu i Björn Gelottu da se pridruže sastavu na vokalnim dionicama odnosno s bubnjevima i oni su pristali. In Flames se tada prvi put okupio sa stalnom postavom. 1995. snimaju i izdaju svoj novi album The Jester Race koji je širom svijeta postigao ogroman uspjeh i In Flames su počeli privlačiti veliku pažnju širom Europe i Japana. Uslijedila je koncertna turneja na koju su otišli sa sastavima Samael, Grip inc. i Kreator. Ovo je bila prva velika stvar koja im se dogodila, ali nikako ne i zadnja. Neke svirke sljedeće godine natjerale su Johana i Glena da se odluče koji sastavi su njihovi prioriteti, te su odabrali odlazak iz In Flamesa. Odluku da napuštaju sastav su neočekivano su donijeli poslije snimanja albuma Whoracle, tako da su Bjorn, Jesper i Anders ostali sa završenim albumom i polovicom sastava. Na njihovi sreću uskočili su njihovi dobri prijatelji Peter Iwers i Niklas Engelin koji su popunili praznina mjesta u sastavu,  na basu i gitari. Na kraju snimanja albuma završili su na mini turneji s grupom Dimmu Borgir. Suradnja se pokazala vrlo dobrom tako da je obojici ponuđen ostanak u sastavu, što su i prihvatiti.
Grupa je nastavila s uspjesnom turnejom po Europi i fantastičnim tjednom u Japanu gdje su održali dva koncerta. Japanci su bili oduševljeni švedskim sastavom tako da je In Flames pridobio ogromno iskustvo. Po povratku u Švedsku Niklas napušta sastav zbog nesuglasica u mišljenjima i zbog toga što se želio posvetiti svom drugom sastavu Gardenian. Najveća prekretnica za In Flames bila je odluka da bubnjara Bjorna postave na poziciju gitarista, jer je i počeo karijeru kao gitarist, i dovedu Daniel Svenssona za bubnjara. Rezultat je bio nevjerojatan i rodio se album Colony, koji je postigao najveći uspjeh do sada.    Tokom dva mjeseca na svakom koncertu odaziv publike bi bio fantastičan. U kolovozu 2000., poslije višemjesečne uspješne turneje i tri mjeseca rada u studiju, zaživio je album Clayman. Album je dobio odlične kritike i svojom prodajom vec za nekoliko mjeseci prošao ukupnu prodaju svog prethodnika. Poslije koncerata na kojima su svirali s grupama Dream Theater, Slipknot, Testament, Methods of Mayhem i drugima, očekivala ih je svjetska turneja. Pored dvije američke turneje, dogodio se i ponovni odlazak u Japan, gdje je Jesper dobio nagradu časopisa BURNN! za tekstopisca godine. 
Koncerti su opet bili veoma uspješni, što je rezultiralo snimanjem albuma The Tokyo Showdown s njihovih live nastupa u zemlji izlazeceg sunca. 2000. godine izveli su ukupno 150 koncerata što dovoljno govori o njihovoj globalnoj popularnosti. Album Reroute to Remain izlazi 2002. godine i to je bio prvi album koji nije sniman u Studiu Fredman. 2004. u prodaju je pušten sedmi album Soundtrack to Your Escape. 2005. izdaju dvostruko DVD izdanje Used and Abused... In Live We Trust. U to vrijeme In Flames još nastupa na Ozzfestu, te kao podrška sastavu Motörhead. To tada u svijetu je prodano više od milijun snimaka, te sastav izdaje album Come Clarity i to im je najuspješniji album do sada.

## Sastav

### Sadašnja postava
- Anders Fridén - vokal (1995.-)
- Niklas Engelin - gitara (2011.-)
- Björn Gelotte - gitara (1998.-)(bubnjevi 1995. – 1998.)
- Bryce Paul - bas (2017.-)
- Tanner Wayne – bubnjevi (2018.–)

### Bivši članovi

#### Vokali
- Mikael Stanne (1993. – 1994.)
- Henke Forss (1994. – 1995.)
- Joakim Göthberg (1994. – 1995.)

#### Gitara
- Anders Iwers (1990. – 1992.)
- Martin Mathisen (1993. – 1994.)
- Carl Näslund (1993. – 1994.)
- Glenn Ljungström (1990. – 1997.)
- Jesper Strömblad (1990. – 2010.)

#### Bas-gitara
- Johan Larsson (1990. – 1997.)
- Peter Iwers (1997. – 2016.)

#### Bubnjevi
- Anders Jivarp (1995.)
- Daniel Erlandsson (1995.)
- Daniel Svensson (1998. – 2015.)
- Joe Rickard (2016. – 2018.)

### Gostujući glazbenici
- Christopher Amott - gitara (album Clayman, 2000.)

## Diskografija
Studijski albumi
- Lunar Strain (1994.)
- The Jester Race (1996.)
- Whoracle (1997.)
- Colony (1999.)
- Clayman (2000.)
- Reroute to Remain (2002.)
- Soundtrack to Your Escape (2004.)
- Come Clarity (2006.)
- A Sense of Purpose (2008.)
- Sounds of a Playground Fading (2011.)
- Siren Charms (2014.)
- Battles (2016.)
- I, the Mask (2019.)
- Foregone (2023.)

## Vanjske poveznice
- In Flames, službene stranice